# Sexx Laws
«Sexx Laws» es una canción del músico estadounidense Beck, incluida en su álbum de 1999, Midnite Vultures. Fue publicada como el primer sencillo del álbum, el 25 de octubre de 1999 a través de la discográfica Geffen Records. Musicalmente, la canción es una combinación inusual de instrumentos de viento-metal de funk con un banjo al estilo bluegrass y una guitarra pedal steel alternativa, con elementos de música electrónica y un interludio instrumental incluido. En 2014, NME incluyó la canción en el puesto 260 de la lista 500 Greatest Songs Of All Time.

## Video musical
El vídeo musical fue dirigido por el propio Beck y cuenta con la participación del actor estadounidense Jack Black, el periodista Neil Strauss, el músico Justin Meldal-Johnsen y los productores Dust Brothers. El vídeo musical es un homenaje a la película de 1969 Mr. Freedom. Los elementos surrealistas del vídeo incluyen un refrigerador manteniendo Humping seco con un horno, al músico Kenny G (interpretado por Meldal Johnsen) en una sala de jugadores de fútbol y un maniquí con una cabeza de cebra girando con un banjo. Hay varias versiones del video. La original (una vez publicada en el sitio web de Beck) fue de más de 18 minutos de duración y extendió la introducción del círculo de los hombres. Editando las versiones posteriores a la introducción y conclusión, el último recorte es de un discurso "pep rally", interpretado por Jack Black.

## Lista de canciones
CD1
1. «Sexx Laws» – 3:38
2. «Salt in the Wound» – 3:24
3. «Sexx Laws» (Wiseguys Remix) – 6:03

CD2
1. «Sexx Laws» – 3:38
2. «This Is My Crew» – 3:55
3. «Sexx Laws» (Malibu Remix) – 6:51

7"
1. «Sexx Laws» – 3:38
2. «Salt in the Wound» – 3:24

## Posicionamiento en listas
| Lista (1999)                        | Mejor posición |
| ----------------------------------- | -------------- |
| Australia (ARIA)                    | 74             |
| Estados Unidos (Modern Rock Tracks) | 21             |
| Reino Unido (UK Singles Chart)      | 27             |